# Метаморфізовані родовища
Метаморфізовані родовища (рос. метаморфизованные месторождения, англ. metamorphized deposits, нім. metamorphisierte Lagerstätten f pl) – родовища корисних копалин, що виникають при радикальній зміні тіл корисної копалини, що раніше існували, внаслідок процесів регіонального і локального метаморфізму з втратою більшості ознак їх первинного генезису. 
У процесі регіонального метаморфізму тіла сплющуються, розвиваються сланцеві і волокнисті текстури, ґранобластичні структури. Мінеральні модифікації малої густини замінюються мінералами з більшою густиною, водовмісні мінерали витісняються безводними. Аморфна речовина змінюється кристалічною. Найбільша кількість регіонально-метаморфізованих родовищ відома серед древніх допалеозойських формацій гірських порід. Типові представники – родовища зал. руд Криворізького залізорудного басейну, КМА, манґанових руд Бразилії та Індії, руд золота і урану Вітватерсранда в ПАР та ін.